# 福井洋介
福井 洋介（ふくい ようすけ）は、作曲家・編曲家、音楽プロデューサー。

## 略歴
1985年 ㈱アセンダントより音楽プロデューサーとしてのキャリアをスタートさせる。
1994年 ㈲マックスマン設立。1997年 セガ『せがた三四郎』のCMがヒット。
2001年 東京六本木にFAZZスタジオ開設。
2002年 NHKおかあさんといっしょ『でこぼこフレンズ』スタート。ほとんどの楽曲を作・編曲、同番組最長の9年ものオンエアを記録。

## CMプロデュース作品
- 『消臭力』♪ララララーしょーしゅーりきー（ミゲル）
- 『Qoo』♪こどもだってうまいんだもん
- 『クレラップ』♪クルックルックレラップ
- 『グリコポッキー』♪あなたもわたしもポッキン
- 『ミツウロコ』♪ ミツミツミツミツミツミツウロコ（ちびまる子ちゃん）
- 『日本通運』♪引越しは日通
- 『ハラダ製茶』♪やぶきたブレンド
- 『エーザイセルベール』♪胃にベールセルベール
- 『プチシルマ』♪プチプチプチプチプチシルマ

## TV作品
- NHKおかあさんといっしょ
  - 『でこぼこフレンズ』作・編曲・プロデュース・音声演出・声の出演（2002-2011年）
  - 月の歌『バンジョーのジョー』作・編曲・プロデュース（2001年）
  - 月の歌『ぼくときみ』作・編曲・プロデュース（2003年）
- NHK『すすめ!キッチン戦隊クックルン』エンディングテーマ『負けるな!ふんばれ!クヨッペン』作・編曲（2013年）

## 声の出演
- NHKおかあさんといっしょ
  - 『でこぼこフレンズ』の「あなくま」「くいしんボン」（2002年-2011年）

## 原盤制作
- セガサターン、シロ!/せがた三四郎（1998年ワーナーミュージック、音楽プロデュース）
- NHKおかあさんといっしょ『月の歌』バンジョーのジョー（2001年ポニーキャニオン、作編曲）
- 釈お酌/釈由美子（2002年ポリスター、作編曲）
- おかあさんといっしょ『月の歌』ぼくときみ（2003年ポニーキャニオン、作編曲）
- G線上のアリア/鈴木慶江（2004年東芝EMI、音楽プロデュース）
- ハナコアラの見直しマンボ!（2005年サイトロン/キングレコード、作編曲）
- G線上のアリア2005/鈴木慶江（2006年東芝EMI、音楽プロデュース）
- でこぼこフレンズの『でこぼこダンス』（2007年ポニーキャニオン、作編曲）
- 消臭力のうた/ミゲル（2011年ユニバーサルミュージック、作編曲）
- チカラにかえて/ミゲル（2012年ユニバーサルミュージック、作編曲）

## YouTube
- LOTTE カフカ　赤ちゃん泣き止み動画…カンヌ映画祭サイバー部門銅賞）
- エリエール GOO.N 泣き止みハグ動画ハグ～ンのハグハグソング
- ボスベイビー 【赤ちゃんが泣き止む！】ボスべビ 公式ソング